# Euxoa cartagensis
Euxoa cartagensis là một loài bướm đêm trong họ Noctuidae.